# Gessii
La gens Gessia était une famille romaine mineure, connue principalement à l'est de l'époque impériale. Les membres de cette gens sont mentionnés pour la première fois vers la fin du deuxième siècle avant J.-C. Bien qu'ils aient eu un rang sénatorial, aucun des Gessii n'est connu pour avoir occupé une quelconque magistrature curule. On pense que l'empereur Sévère Alexandre descend d'une branche de cette famille.

## Membres

### Sous la République
- Publius Gessius P. f., membre du Sénat romain en 129 av. J.-C.
- Decimus Gessius D. f., mentionné dans une inscription de Délos, datée d'environ 125 av. J.-C.
- Lucius Gessius Optatus, a construit un autel pour Neptune à Roatto[b 1].
- Publius Gessius P. f. Vala, le nom est mentionné dans une inscription trouvée à Préneste, datée entre 130 et 81 av. J.-C. [b 2]

### Sous le Principat

#### Gessii de Syrie
- Marcus Julius Gessius Marcianus, (v.175 - 218), procurateur, peut-être en Syrie[1],[a 1];
  - Marcus Julius Gessius Bassianus, (v.200 - 217/8?), prêtre des Frères Arvales sous le règne de Caracalla;
  - Imp. Caesar Marcus Aurelius Severus Alexander Aug., (né Gessius Bassianus Alexianus), (1/10/208 - 18/3/235), Augustus en 222, fils adoptif Héliogabale;

#### Autres
- Publius Gessius P. f., mentionné sur un monument découvert près de Viterbe, datant probablement d'environ 50 après J.-C.
- Publius Gessius P.l. Primus, affranchi de Publius Gessius.
- Gessia P.l. Fausta, affranchie de Publius Gessius.
- Aulus Gessius était le magistrat en chef de Smyrne sous les règnes de Claude et de Néron. Son nom est conservé sur les pièces de monnaie commémorant le mariage de Claude et d'Agrippine la Jeune.
- Gessius Florus, procurateur de Judée sous le règne de Néron. Josèphe considère ses nombreux abus de pouvoir et ses efforts pour détourner l’attention d’eux comme étant à l’origine de la première guerre judéo-romaine.
- (Flavius?) Gessius, préfet du prétoire d'Illyricum en 423;
- Gessius de Pétra, (v.470 - ap.v.515), médecin;